# Dichorragia rileyi
Dichorragia rileyi är en fjärilsart som beskrevs av Hall 1930. Dichorragia rileyi ingår i släktet Dichorragia och familjen praktfjärilar. Inga underarter finns listade i Catalogue of Life.